# Nutzungsarten des Bodens
In Deutschland werden Nutzungsarten des Bodens z. B. in den Flurkarten des Liegenschaftskatasters angegeben. Aufgrund der Gesetzgebungshoheit der Länder im amtlichen Vermessungswesen sind die Nutzungsarten des Bodens, auch „tatsächliche Nutzung“ genannt, je nach Bundesland leicht verschieden. Die Arbeitsgemeinschaft der Vermessungsverwaltungen der Länder der Bundesrepublik Deutschland (AdV) hat auf der Grundlage des AAA-Modells einen Nutzungsartenkatalog ausgearbeitet.
Nachfolgend sind die typischen Codes der Nutzungsarten in Sachsen angegeben:

## Nutzungscodes
| Bezeichnung                                 | Abkürzung | Begriffsbestimmung |
| ------------------------------------------- | --------- | --- |
| Gebäude- und Freiflächen                    | GF        | Flächen mit Gebäuden und baulichen Anlagen sowie unbebaute Flächen, die zu Gebäuden und baulichen Anlagen in dauernder oder untergeordneter Verbindung stehen. Hierzu zählen Flächen wie Vorgärten, Zufahrten, Stellplätze, nicht öffentliche Kinderspielplätze sowie sonstige Flächen.                                   |
| GF Wohnen                                   | GFW       | Flächen, die überwiegend Wohnzwecken dienen |
| GF Handel und Dienstleistung                | GFHD      | |
| GF zu Versorgungsanlagen                    | GFVS      | |
| GF zu Entsorgungsanlagen                    | GFES      | |
| GF Gewerbe und Industrie                    | GFGI      | |
| GF Land- und Forstwirtschaft                | GFLF      | Flächen, die überwiegend der Land- und Forstwirtschaft dienen |
| GF öffentliche Zwecke                       | GFÖ       | |
| Bauplatz                                    | BPL       | |
| Betriebsfläche                              | BF        | Unbebaute Fläche, die überwiegend gewerblich, industriell oder zur Ver- und Entsorgung genutzt werden, einschließlich der Flächen für Gebäude von geringem Wert (z. B. Schuppen) und für bauliche Anlagen, die für Betriebsflächen typisch sind.                                                                          |
| BF Abbauland Sand                           | BFS       | |
| BF Abbauland Kies                           | BFKI      | |
| BF Abbauland Lehm, Ton, Mergel              | BFLT      | |
| BF Abbauland Gestein                        | BFG       | |
| BF Abbauland Kohle, Torf                    | BFK       | |
| BF Halde                                    | BFHA      | |
| BF Lagerplatz                               | BFLP      | |
| BF Versorgungsanlage                        | BFVS      | |
| BF Entsorgungsanlage                        | BFES      | |
| Abbauland, noch nicht aufgeschlüsselt       | AB        | |
| Erholungsfläche                             | ERH       | Flächen für Sport, Erholung, Freizeitgestaltung oder zum Zeigen von Tieren oder Pflanzen, einschließlich der zugehörigen Gebäudeflächen und baulichen Anlagen (z. B. Sporthalle, Bad, Stadion, Campingplatz-, Zoogebäude).                                                                                                |
| Sportfläche                                 | SPO       | |
| Kleingartenanlage                           | KLG       | |
| Wochenendgelände                            | WO        | |
| Andere Grünanlage                           | GRÜ       | |
| Campingplatz                                | CP        | |
| Erholungsfläche, noch nicht aufgeschlüsselt | SE        | |
| Verkehrsfläche                              | VK        | Flächen, die dem Straßen-, Schienen- oder Luftverkehr dienen, inkl. der dem Verkehr dienenden Flächen für Gebäude und bauliche Anlagen (z. B. Betriebs-, Empfangsgebäude, Wartehalle). |
| Straße                                      | S         | Flächen, die dem Straßenverkehr oder als Fußgängerzone dienen. |
| Weg                                         | WEG       | |
| Platz                                       | PL        | |
| Bahngelände                                 | BGL       | |
| Flugplatz                                   | FPL       | |
| Verkehrsfläche Schiffsverkehr               | VKS       | Flächen zu Lande, die vorherrschend dem Schiffsverkehr dienen |
| Verkehrsfläche, noch nicht aufgeschlüsselt  | VS        | |
| Landwirtschaftsfläche                       | LW        | Unbebaute Flächen, die der Wiesen- und Weidewirtschaft, dem Acker-, Garten-, Obst- oder dem Weinbau dienen, einschließlich der Gebäudeflächen mit geringem Wert und der für Landwirtschaftsflächen typischen baulichen Anlagen. Hierzu zählen auch Flächen, die zeitweise nicht genutzt werden (Brachland).               |
| Grünland                                    | GR        | Graslandflächen, die gemäht oder beweidet werden, einschließlich Flächen für Streuobstwiesen |
| Ackerland                                   | A         | Flächen, die dem feldmäßigen Anbau von Getreide, Hülsenfrüchten, Hackfrüchten, Futterpflanzen, Handels- und Gartengewächsen dienen |
| Gartenland                                  | G         | Flächen, die dem Gartenbau dienen |
| Moor                                        | MO        | Unkultivierte Flächen mit einer mindestens 20 cm starken oberen Schicht aus vertorften oder vermoorten Pflanzenresten, soweit nicht Abbauland. Ein geringwertiger Baumbestand (Gehölz) ändert nicht den Charakter Moor |
| Heide                                       | HEI       | Unkultivierte, sandige, meist mit Heidekraut oder Ginster bewachsene Flächen. Ein geringwertiger Baumbestand (Gehölz) ändert nicht den Charakter Heide |
| Weingarten                                  | WG        | |
| Obstanbaufläche                             | OBST      | Flächen, die vorherrschend dem Intensivobstbau dienen und mit Obstbäumen und -sträuchern bestanden sind |
| Brachland                                   | LWBR      | Flächen, die der Landwirtschaft dienen, aber offensichtlich seit längerem nicht mehr genutzt werden |
| Waldfläche                                  | WALD      | Unbebaute Flächen, die mit Forstpflanzungen (Waldbäume, Waldsträucher) bestockt sind und überwiegend forstwirtschaftlich genutzt werden, einschließlich der Gebäudeflächen mit geringem Wert (z. B. Schutzhütte) und der für Waldflächen typischen baulichen Anlagen. Inkl. Waldblößen, Pflanzgärten und Wildäsungsplätze |
| Laubwald                                    | LH        | Flächen, die überwiegend mit Laubbäumen bestockt sind |
| Nadelwald                                   | NH        | Flächen, die überwiegend mit Nadelbäumen bewachsen sind. |
| Mischwald                                   | LNH       | Flächen, die mit Laub- und Nadelbäumen gemischt bewachsen sind und bei denen der Charakter eines reinen Bestandes nicht vorherrscht |
| Gehölz                                      | GH        | Flächen, die mit Sträuchern oder vereinzelten Bäumen bewachsen sind |
| Waldfläche, noch nicht aufgeschlüsselt      | H         | |
| Wasserfläche                                |           | Flächen, die ständig oder temporär mit Wasser bedeckt sind, unabhängig davon, ob das Wasser in natürlichen oder künstlichen Betten abfließt oder steht, einschließlich der Gebäudeflächen und baulichen Anlagen (z. B. Hafenanlage, Anlegestelle). Inkl. Böschungen und Uferbefestigungen                                 |
| Fließgewässer                               | WAF       | Flächen, die nach allgemeiner Auffassung als Fließgewässer zu bezeichnen sind, z. B. Fluss, Kanal, Graben, Fleet, Bach; ggf. unterteilt in WAK und/oder WABG |
| Kanal                                       | WAK       | Flächen, die nach allgemeiner Auffassung als künstliches Fließgewässer zu bezeichnen sind |
| Hafen                                       | WAH       | Flächen, die nach allgemeiner Auffassung als Hafen zu bezeichnen sind. |
| Bach, Graben                                | WABG      | Flächen, die nach allgemeiner Auffassung als natürliches Kleinfließgewässer zu bezeichnen sind |
| Stehendes Gewässer                          | WAS(T)    | Flächen, die nach allgemeiner Auffassung als stehendes Gewässer zu bezeichnen sind, z. B. See, Teich, Weiher, Stausee, Speicherbecken |
| Sumpf                                       | WASU      | Flächen, die nach allgemeiner Auffassung als Sumpf zu bezeichnen sind. |
| Wasserfläche, noch nicht aufgeschlüsselt    | WA        | |
| Flächen anderer Nutzung                     |           | |
| Militärisches Übungsgelände                 | MÜ        | |
| Anderes Übungsgelände                       | ÜG        | |
| Schutzfläche                                | SF        | Flächen, die überwiegend dem Schutz von Anlagen oder Landschaftsteilen dienen (z. B. Deich, Hochwasserschutzanlage, Regenrückhaltebecken, Lärmschutzdamm). |
| Historische Anlage                          | HIST      | Flächen, auf denen sich historische Anlagen befinden, sofern nicht vom Charakter der Anlage her die Zuordnung zu einer Nutzungsart der Gruppe Gebäude- und Freifläche zutreffender ist |
| Friedhof                                    | FHF       | Flächen, die zur Bestattung dienen oder gedient haben, sofern nicht vom Charakter der Anlagen her die Zuordnung zur Nutzungsart Grünanlage zutreffender ist |
| Unland                                      | U         | Unbebaute Flächen, nicht geordnet genutzt (z. B. Felsen, Steinriegel, größere Böschungen, Dünen, stillgelegtes Abbauland, Geröllflächen) |
| Nutzung noch nicht zugeordnet               | COSF      | |

Die Verzeichnisse finden sich in den einschlägigen Verwaltungsvorschriften, zum Beispiel in der Verwaltungsvorschrift des Sächsischen Staatsministeriums des Innern zur Führung des Liegenschaftskatasters (Liegenschaftskatastervorschrift – VwVLika).